# Without Dreams
Without Dreams ist eine 2013 gegründete Funeral-Doom-Band.

## Geschichte
Der mit NSBM- und DBM-Bands wie Aufschwung, Weiße Aufstand, Psychosis 4.48 oder SelfDestroyer bekannte Musiker Sergey „Thanataur“ Andrievskikh gründete Without Dreams 2004 als Neben- und Solo-Projekt.
Das in Jekaterinburg beheimatete Funeral-Doom-Projekt veröffentlichte 2014 die Demoaufnahme Suicidal Demo[n] In Kooperation mit Scars of Eternity Records. Das Debüt Rejected By Angel, Betrayed By Demon erschien 2015 über Endless Winter. Zwei Jahre später kooperierte Andrievskikh erstmals mit Silent Time Noise für die Veröffentlichung von Funeral in the Infinity of Cosmos. Zwei weitere Jahre später führte er mit Withering die Kooperation fort. Zwischenzeitlich erschien die Download-EP Pain & Fear, die gemeinsam mit Scars of Eternity Records, 2018 erschien.
Die Veröffentlichungen von Without Dreams wurden nur selten rezensiert. Für das Webzine Doom-Metal.com wurden Rejected By Angel, Betrayed By Demon und Funeral In The Infinity Of Cosmos lobend besprochen. Das Debüt, so Chris Hood besäße einen „deutlichen Gothic-Einfluss“ dieser verleihe Rejected By Angel, Betrayed By Demon  „eine dunkle Präsenz“. Zu Funeral in the Infinity of Cosmos schrieb Doom-Guy, es sei ein „sehr gut gemachter […] schöner symphonischer Funeral Doom“.

## Stil
Die Musik von Without Dreams wird dem Funeral Doom zugerechnet. Zum einordnenden Vergleich wird auf Interpreten wie Sadael Flegethon, The Ethereal und Thergothon verwiesen.
Für das Genre sei die Musik „ziemlich schnell und warm“. So verharre Andrievskikh „nicht in dem typischen ultralangsamen Dröhnen“ vieler Funeral-Doom-Bands. Die Musik bliebe stattdessen „frisch“, obwohl die Stücke als „endloser Fluss“ mit wenig Variation des Tempos oder der Dynamik präsentiert werden. Laut Rezensenten verwendet Without Dreams „negativen Raum“ aus „lange Passagen mit minimalistischer Instrumentierung“. Auflockernd sei jedoch das als dominant, dramatisch und melodisch beschriebene Spiel von Gitarre und Keyboard. Variierend zwischen Growling und Flüstern ergänzt der Gesang die Atmosphäre mit einer „seltsamerweise beruhigenden“ Wirkung. Wenn sie präsent ist, gilt die Gitarre als schneller als erwartbar und dennoch als heavy und langsam genug um immer noch als Funeral Doom zu gelten. Das Keyboard bleibe derweil dennoch das dominanteste Instrument. Die Musik sei „zwar schlicht aber spannend“. Obwohl sie nicht wie bei vielen ähnlichen Bands heruntergestimmt ist, wird das Spiel der Gitarre, als „überraschend heavy“ im Verhältnis zum Keyboard-Einsatz bezeichnet.

## Diskografie
- 2014: Suicidal Demo[n] (Demo, Scars of Eternity Records)
- 2015: Rejected by Angel, Betrayed by Demon (Album, Endless Winter)
- 2017: Funeral in the Infinity of Cosmos (Album, Silent Time Noise)
- 2018: Pain & Fear (Download-EP, Scars of Eternity Records)
- 2019: Withering (Album, Silent Time Noise)